# イズラエル・フォラウ
イズラエル・フォラウ（Israel Folau、1989年4月3日 - ）は、オーストラリア出身のラグビーユニオン選手。2025年現在ジャパンラグビーリーグワンに参戦する浦安D-Rocksに所属している。

## プロフィール
- オーストラリア・ミント（英語版）出身。
- ポジションはウィング(WTB)、センター(CTB)。
- 身長 194 cm、体重 103 kg
- かつてはオーストラリアンフットボールの選手だった[1]。
- オーストラリア代表通算キャップ数は73でラグビーワールドカップ2015のオーストラリア代表に選ばれた[2]。
- トンガ代表キャップは1(2022年8月現在）。
- スーパーラグビーでの歴代最多通算60トライの記録を持つ。

## 略歴
2013年、ワラターズに加入。
2015年、NTTドコモレッドハリケーンズに加入予定だったが、足首の怪我のために選手登録を抹消した。
2019年、同性愛を嫌悪する発言を繰り返したため、同年5月にオーストラリアラグビー協会から解雇された。翌2020年、カタラン・ドラゴンズに加入して、ラグビーリーグに復帰。
2021年、NTTコミュニケーションズシャイニングアークスに加入。
2022年1月8日に行われたJAPAN RUGBY LEAGUE ONE第1節コベルコ神戸スティーラーズ戦にて先発出場で日本での公式戦初出場を果たした。同年7月、NTT再編に伴う新チーム浦安D-Rocks選手スコッドに選ばれた。